# Burađa
Burađa (Servisch cyrillisch Бурађа) is een plaats in de Servische gemeente Nova Varoš. De plaats telt 258 inwoners (2002).